# مشروع البحيرات الشمالية
مشروع البحيرات الشمالية The nordic Lakes
مشروع البحيرات الشمالية مشروع سياحي ينفذ حاليا في قرية اللثامة بمدينة بنغازي وهو جزء من مشروع الشاطئ الشرقي لمدينة بنغازي.
بدأ العمل في المشروع عام 1990 م توقف العمل فيه وعاد العمل فيه عام 2007 م ويشمل المشروع حفر بحيرات في منطقة اللثامة وحفر أنهار بين البحيرات لربطها بالبحر وإنشاء فنادق ومقاهي وملاعب للجولف وصالة سينما وينفذ المشروع فوق أراضي قرية اللثامة بالكامل وكان المتوقع الانتهاء من المشروع بحوالي عام 2010 م. ولكن بعد اندلاع الثورة الليبية في 17 فبراير من عام 2011 توقف العمل بهذا المشروع .

## مواضيع ذات علاقة
ليبيا
بنغازي
الصابري